# Julius Lindberg
Pour les articles homonymes, voir Lindberg.
Julius Lindberg, né le 4 janvier 1999 en Suède, est un footballeur suédois qui évolue au poste d'ailier gauche au BK Häcken.

## Biographie

### En club
Né en Suède, Julius Lindberg rejoint le centre de formation de l'IFK Göteborg en 2010 et y reste jusqu'en 2014. Jugé trop petit pour avoir vraiment sa chance, il décide de quitter le club et rejoint ensuite le Ytterby IS. Il poursuit ensuite son parcours au Qviding FIF.
En janvier 2020, Lindberg rejoint le GAIS. Le transfert est officialisé le 6 décembre 2019.
Le 11 décembre 2020, il prolonge son contrat jusqu'en décembre 2023.
En janvier 2024, Julius Lindberg rejoint un autre club de la ville de Göteborg, le BK Häcken, tout juste champion de Suède. Le transfert est annoncé dès le 24 novembre 2023.
Il participe à son premier match d'Allsvenskan, la première division suédoise, avec Häcken, le 31 mars 2024, lors de la première journée de la saison 2024, face au Mjällby AIF. Il est directement titularisé et son équipe est battue par un but à zéro.